# Leichtathletik-Weltmeisterschaften 2009/Teilnehmer (Italien)
| Gelbes Symbol für Goldmedaillen mit stilisierten Olympischen Ringen | Graues Symbol für Silbermedaillen mit stilisierten Olympischen Ringen | Braundes Symbol für Bronzemedaillen mit stilisierten Olympischen Ringen |
| ------------------------------------------------------------------- | --------------------------------------------------------------------- | ----------------------------------------------------------------------- |
| —                                                                   | —                                                                     | 1                                                                       |

Der italienische Leichtathletik-Verband stellte 35 Athleten bei den Leichtathletik-Weltmeisterschaften 2009 in Berlin.

## Ergebnisse

### Männer

#### Laufdisziplinen
| Athlet                                                          | Disziplin   | Vorlauf     | Vorlauf | Viertelfinale      | Viertelfinale      | Halbfinale         | Halbfinale         | Finale             | Finale             |
| Athlet                                                          | Disziplin   | Zeit        | Platz   | Zeit               | Platz              | Zeit               | Platz              | Zeit               | Platz              |
| --------------------------------------------------------------- | ----------- | ----------- | ------- | ------------------ | ------------------ | ------------------ | ------------------ | ------------------ | ------------------ |
| Fabio Cerutti                                                   | 100 m       | 10,36 s     | 28      | 10,37 s            | 30                 | nicht qualifiziert | nicht qualifiziert | nicht qualifiziert | nicht qualifiziert |
| Simone Collio                                                   | 100 m       | 10,49 s     | 48      | nicht qualifiziert | nicht qualifiziert | nicht qualifiziert | nicht qualifiziert | nicht qualifiziert | nicht qualifiziert |
| Emanuele Di Gregorio                                            | 100 m       | 10,35 s     | 23      | 10,26 s            | 25                 | nicht qualifiziert | nicht qualifiziert | nicht qualifiziert | nicht qualifiziert |
| Matteo Galvan                                                   | 200 m       | DNS         | DNS     | –                  | –                  | –                  | –                  | –                  | –                  |
| Matteo Galvan                                                   | 400 m       | 45,86 s PB  | 24      |                    |                    | 46,87 s            | 23                 | nicht qualifiziert | nicht qualifiziert |
| Lukas Rifesser                                                  | 800 m       | 1:47,07 min | 18      |                    |                    | nicht qualifiziert | nicht qualifiziert | nicht qualifiziert | nicht qualifiziert |
| Christian Obrist                                                | 1500 m      | 3:43,41 min | 27      |                    |                    | nicht qualifiziert | nicht qualifiziert | nicht qualifiziert | nicht qualifiziert |
| Daniele Meucci                                                  | 5000 m      |             |         |                    |                    |                    |                    | 13:37,79 min       | 24                 |
| Ivano Brugnetti                                                 | 20 km Gehen |             |         |                    |                    |                    |                    | DNF                | DNF                |
| Jean-Jacques Nkouloukidi                                        | 20 km Gehen |             |         |                    |                    |                    |                    | 1:23:07 h SB       | 20                 |
| Giorgio Rubino                                                  | 20 km Gehen |             |         |                    |                    |                    |                    | 1:19:50 h          | Bronze             |
| Diego Cafagna                                                   | 50 km Gehen |             |         |                    |                    |                    |                    | 4:08:04 h          | 27                 |
| Marco De Luca                                                   | 50 km Gehen |             |         |                    |                    |                    |                    | 3:46:31 h PB       | 7                  |
| Alex Schwazer                                                   | 50 km Gehen |             |         |                    |                    |                    |                    | DNF                | DNF                |
| Roberto Donati Simone Collio Emanuele Di Gregorio Fabio Cerutti | 4 × 100 m   | 38,52 s SB  | 3       |                    |                    |                    |                    | 38,54 s            | 6                  |

#### Sprung/Wurf
| Athlet             | Disziplin      | Qualifikation | Qualifikation | Finale             | Finale             |
| Athlet             | Disziplin      | Weite/Höhe    | Platz         | Weite/Höhe         | Platz              |
| ------------------ | -------------- | ------------- | ------------- | ------------------ | ------------------ |
| Giulio Ciotti      | Hochsprung     | 2,27 m        | 9             | 2,23 m             | 11                 |
| Giuseppe Gibilisco | Stabhochsprung | 5,65 m        | 7             | 5,65 m             | 7                  |
| Fabrizio Donato    | Dreisprung     | 16,88 m       | 15            | nicht qualifiziert | nicht qualifiziert |
| Daniele Greco      | Dreisprung     | 16,18 m       | 34            | nicht qualifiziert | nicht qualifiziert |
| Fabrizio Schembri  | Dreisprung     | 15,81 m SB    | 41            | nicht qualifiziert | nicht qualifiziert |
| Nicola Vizzoni     | Hammerwurf     | 76,95 m       | 7             | 73,70 m            | 9                  |

### Frauen

#### Laufdisziplinen
| Athletin                                                      | Disziplin        | Vorlauf      | Vorlauf | Halbfinale         | Halbfinale         | Finale             | Finale             |
| Athletin                                                      | Disziplin        | Zeit         | Platz   | Zeit               | Platz              | Zeit               | Platz              |
| ------------------------------------------------------------- | ---------------- | ------------ | ------- | ------------------ | ------------------ | ------------------ | ------------------ |
| Libania Grenot                                                | 400 m            | 51,45 s      | 10      | 50,85 s            | 12                 | nicht qualifiziert | nicht qualifiziert |
| Elisa Cusma Piccione                                          | 800 m            | 2:02,33 min  | 2       | 2:00,62 min        | 11                 | 1:58,81 min SB     | 6                  |
| Daniela Reina                                                 | 800 m            | 2:06,30 min  | 32      | nicht qualifiziert | nicht qualifiziert | nicht qualifiziert | nicht qualifiziert |
| Silvia Weissteiner                                            | 5000 m           | 15:20,88 min | 12      |                    |                    | 15:09,74 min SB    | 7                  |
| Elisa Rigaudo                                                 | 20 km Gehen      |              |         |                    |                    | 1:31:52 h          | 9                  |
| Valentina Trapletti                                           | 20 km Gehen      |              |         |                    |                    | 1:35:33 h SB       | 17                 |
| Elena Romagnolo                                               | 3000 m Hindernis | 9:56,61 min  | 38      |                    |                    | nicht qualifiziert | nicht qualifiziert |
| Marta Milani Daniela Reina Maria Enrica Spacca Libania Grenot | 4 × 400 m        | 3:31,05 min  | 12      |                    |                    | nicht qualifiziert | nicht qualifiziert |

#### Sprung/Wurf
| Athletin              | Disziplin      | Qualifikation | Qualifikation | Finale             | Finale             |
| Athletin              | Disziplin      | Weite/Höhe    | Platz         | Weite/Höhe         | Platz              |
| --------------------- | -------------- | ------------- | ------------- | ------------------ | ------------------ |
| Antonietta Di Martino | Hochsprung     | 1,95 m        | 4             | 1,99 m             | 4                  |
| Anna Giordano Bruno   | Stabhochsprung | 4,50 m        | 13            | nicht qualifiziert | nicht qualifiziert |
| Magdelín Martínez     | Dreisprung     | 13,87 m       | 21            | nicht qualifiziert | nicht qualifiziert |
| Chiara Rosa           | Kugelstoßen    | 17,89 m       | 16            | nicht qualifiziert | nicht qualifiziert |
| Clarissa Claretti     | Hammerwurf     | 70,01 m       | 12            | 71,56 m            | 8                  |
| Silvia Salis          | Hammerwurf     | 68,55 m       | 18            | nicht qualifiziert | nicht qualifiziert |